# Leonardo Hotel Basel Tel Awiw
Leonardo Hotel Basel Tel Awiw (hebr. מלון לאונרדו בזל) – trzygwiazdkowy hotel (***) w Tel Awiwie, w Izraelu. Jest także nazywany Leonardo Promenade Hotel.

## Położenie
Hotel jest usytuowany przy ulicy HaYarkon w osiedlu Centrum Tel Awiwu w Tel Awiwie. Rozciąga się stąd widok na Morze Śródziemne.

## Pokoje i apartamenty
Hotel dysponuje 120 pokojami hotelowymi i apartamentami. Każdy pokój wyposażony jest w klimatyzację, biurko, minibarek, sejf, automatyczną sekretarkę, dostęp do bezprzewodowego Internetu, telefon z bezpośrednią linią, radio z budzikiem, telewizję kablową, czajnik do kawy/herbaty, łazienkę do użytku prywatnego. Dostępne są łóżeczka dziecięce i łóżka-dostawki. Wszystkie pokoje posiadają klucze elektroniczne/magnetyczne.
Hotel świadczy dodatkowe usługi w zakresie: personelu wielojęzycznego, organizowaniu imprez okolicznościowych, pomocy medycznej, pomocy w organizowaniu wycieczek, pralni, sejfu w recepcji. Dla ułatwienia komunikacji w budynku jest winda. Hotel nie akceptuje zwierząt.

## Inne udogodnienia
Znajduje się tutaj sala konferencyjna z zapleczem do obsługi zorganizowanych grup. W hotelu jest kantor, restauracja, kawiarnia, sala bankietowa, sklep z pamiątkami, kiosk oraz pralnia chemiczna.

## Dane techniczne
Budynek ma 7 kondygnacji. Hotel wybudowano w stylu architektonicznym określanym nazwą modernizmu. Wzniesiono go z betonu. Elewacja jest w kolorze białym.
Budynek wchodzi w skład zespołu miejskiego Białego Miasta Tel Awiwu, który został w 2003 umieszczony na Liście światowego dziedzictwa UNESCO, jako największe na świecie skupisko budynków modernistycznych. Został on stworzony w latach 30. XX wieku przez pochodzących z Niemiec żydowskich architektów, którzy kształcili się na uczelni artystycznej Bauhaus (powstał w niej styl architektoniczny nazywany modernizmem). Niektórzy z tych architektów, w tym Arje Szaron, przyjechali do Palestyny i przystosowali poglądy modernizmu do lokalnych warunków, tworząc w Tel Awiwie największe na świecie skupisko budynków wybudowanych w tym stylu.